# 2021年ミャンマークーデター抗議デモ
2021年ミャンマークーデター抗議デモ（2021ねんミャンマークーデターこうぎデモ）では、ミャンマー国軍が実行した2021年の軍事クーデターに対抗して、ミャンマー各地および在外ミャンマー人が繰り広げている民主化運動のうち、デモ活動について解説する。

## 特徴

### SNSの活用
デモ参加者は、SNSなどインターネット上のサービスを活用して情報収集や情報共有を行っている。また、互いに素性を知らない若者がネットワークを形成し、アウンサンスーチー氏の誕生日のような特定の記念日にゲリラ的なプロテストを繰り広げている。

### インターネット接続の遮断
国軍側は抗議を抑え込むために、インターネット接続の遮断を繰り返している。TwitterやFacebookなどデモ参加者が情報収集や情報共有に活用するサービスへの接続が不安定になっている。

### 国軍機関に対するハッキング
抗議デモに賛成するミャンマーのハッカーは、「ミャンマーの正義のため」に国営放送や中央銀行、ミャンマー軍のプロパガンダページなどにハッキングを試みている。

## 背景
2020年11月8日に行われた総選挙で、アウンサン・スー・チー国家顧問が率いる国民民主連盟（NLD）が圧勝、連邦団結発展党（USDP）は議席数を減らす結果となった。
2021年2月1日、ミャンマー国軍は選挙に不正があったと主張し、アウンサン・スー・チー国家顧問などを拘束しクーデターを実行した。

## 抗議活動の推移

### 2月：クーデターとそれに対する抗議デモの発生
2月1日、2021年ミャンマークーデターが発生、アウンサン・スー・チー国家顧問などがミャンマー国軍に拘束され、インターネット通信の遮断が発生し、電話も不通となるなどした。国軍は、選挙に不正があったと主張し、1年間の「非常事態宣言」を発令、ミンスエ副大統領を大統領代行に任命した。
2月3日、Facebookへの接続が遮断された。抗議を抑え込む意図があると見られる。
2月5日、抗議を抑え込むため、当局が通信サービスを提供する業者にTwitterとInstagramの遮断を命じた。その後、Twitterへの接続の遮断が確認された。
2月7日、複数の都市で大規模な抗議デモが行われた。ヤンゴンでは、過去に民主化運動の中心地となった地区に数万人が集結した他、ヤンゴン大学の付近には約2000人が集まり、アウンサン・スー・チーへの支持を表明したり、「軍事独裁に終わりを」などと叫んだりして抗議した。
2月9日、首都ネピドーで数千人が集会禁止令を無視して抗議デモを行った。大規模な抗議デモは4日連続となった。警察はゴム弾、放水砲、催涙ガスを使用するなど実力を行使した。この日、デモに参加中に、頭部に重傷を負った女性1人が病院に搬送された。
2月16日、ヤンゴンとモーラミャインを結ぶ鉄道の線路で不服従運動を呼び掛けるプラカードを掲げ、「私たちの指導者を直ちに解放しろ」「市民の権利を返せ」などのスローガンを唱え、両都市間の鉄道の運行が停止した。また、ヤンゴンの大学や中央銀行の付近でも、連日抗議が行われている。ヤンゴンでは、仏教僧侶が「軍の独裁に反対する」と書かれた横断幕を掲げてデモ行進した。
2月16日、国軍のゾー・ミン・トゥン報道官がクーデター後初となる記者会見を開き、ミャンマー全土で連日続く反軍政デモについて「デモが攻撃的、暴力的になっている」と批判した。この点に関して、デモ隊はかなり早い段階から、ゴム弾、弓矢、火炎瓶などで武装していたことが確認されている。
2月19日、2月9日に抗議デモに参加中頭部を撃たれて意識不明となっていたミャ・トゥエ・トゥエ・カイン（Mya Thwate Thwate Khaing、20歳、女子学生）が、入院先のネピドー市内の病院で死亡。同人物は入院中に20歳になった。抗議参加者で初の死者。女性の姉は記者団に対し「軍に勝利するまでデモに参加してください」と述べ、抗議活動へのさらなる参加を呼びかけた。
2月20日、抗議デモで少なくとも2人が死亡し、20人が負傷。36歳の大工が胸を撃たれて死亡、他もう1人が頭を撃たれて死亡（18歳未満の少年だったという情報もある）。この日、デモ参加者に対して実弾と催涙ガスが使用された。
2月21日、Facebookは「暴力の扇動や危害の企てを禁ずる私たちのコミュニティー標準を侵害した」としてミャンマー軍のFacebookページ「Tatmadaw True News Information Team（ミャンマー軍の真のニュース情報チーム）」を削除したと発表。このデモでの初めての死者（2月19日に死亡）となったミャ・トゥエ・トゥエ・カイン（Mya Thwate Thwate Khaing）の葬儀が行われた。彼女の棺をのせた霊柩車は、数百台のバイクを引き連れて市内を移動した。

2月26日、ミャンマーのチョー・モー・トゥン国連大使が国連総会の会合で演説し、「ミャンマー軍に対し行動を起こすため、あらゆる手段を使うべきだ」と訴えた。
2月27日、国軍によるクーデターを非難し、（ミャンマー国営テレビによると）国連大使を解任されたとされているミャンマーのチョー・モー・トゥン国連大使は「できる限りの反撃をすることを決めた」と述べた。国連は、政権交代についてミャンマーから通知を受けておらず、軍事政権をミャンマーの政府とは公式に承認していないため、現時点でミャンマーの国連大使はチョー・モー・トゥンのままとなっている。

### 3月
3月2日、ミャンマー外務省はチョー・モー・トゥン国連大使の解任とティン・マウン・ナイン次席大使の代理大使任命を国連に通報した。2人のうちどちらが正統な国連大使か不明確な状態となっている。米国務省はチョー・モー・トゥンが依然として国連大使であるという認識を示した。
3月3日、最大都市のヤンゴンやモンユワ、マンダレーなど各地で治安部隊がデモ参加者に実弾を発砲、この日だけで少なくとも38人が死亡した。治安部隊はほぼ何の事前警告も無しに実弾を発砲したとされ、38人の死者には4人の子供が含まれる。2月1日のクーデター発生以降、50人以上が死亡している。ミャンマー外務省が国軍の指示で国連大使として任命したティン・マウン・ナイン次席大使はFacebookで辞任を表明した。
3月5日、YouTubeは規約に違反しているとしてミャンマー国軍が管理する複数のチャンネルを停止したと発表。
3月6日、過去数日の間にミャンマーの警官とその家族ら約30人がインドへ逃れた。
3月7日、ミャンマー当局はチャル・シン（女子学生、19歳）の遺体を墓から掘り起こして持ち去り、解剖の結果、銃創は警察の発砲とは無関係だと分かったと主張した。チャル・シン（女子学生、19歳）は3月3日マンダレーでデモに参加中に銃撃され、4日に葬儀が営まれ埋葬されたが、5日に当局が遺体を墓から掘り起こして持ち去った。
3月8日、チョー・ズワ・ミン駐英大使は軍政の正統性を否定しながらアウンサン・スー・チー国家顧問とウィンミン大統領の解放を公然と要求した。ミャンマー国軍は、抗議デモを積極的に報じていた国内の報道機関5社（ミッジマ、ビルマ民主の声、キッティ・メディア、ミャンマー・ナウ、7デイニュース）の免許を取り消すと発表した。これに対して、免許を取り消された5社の内の1社ミッジマは「免許の取り消しには従わず、さまざまな方法で報道を継続し、国軍のクーデターと闘い続ける」との声明を発表した。ヤンゴンのサンチャウン地区内の通りに囲まれた区画でデモ参加者約200人が治安部隊が周囲を取り囲まれ外に出られなくなった。国連のグテーレス事務総長は国軍に「無事の解放」と「最高度の自制」を求めた。同区画では音響閃光弾の爆発音とみられる音も確認された。
3月9日、治安部隊が引き揚げたことでヤンゴンのサンチャウン地区内の通りに囲まれた区画に閉じ込められていたデモ参加者約200人が外に出られる状態になった。アウン・サン・スー・チー氏率いる国民民主連盟（NLD）のメンバーがヤンゴンで治安当局に拘束された後、死亡した。死因は明らかになっていない。3月6日夜にもNLDメンバーが拘束された後に死亡しており、NLDメンバーの死亡はこれで2人目となる。
3月26日、翌日の27日に各地で大規模な抗議デモが予定されていることを受けて、国軍はテレビや新聞などの国営メディアを通じて、デモ参加予定者に警告を発した。
3月27日、国軍記念日のこの日、予定どおり各地で大規模な抗議デモが行われたが、これに対して国軍は武力をもって弾圧し、オンラインメディア「ミャンマー・ナウ」は、治安部隊の発砲などで少なくとも114人が死亡したと報じた。

### 4月
4月7日、親軍政派の在英国ミャンマー大使館付駐在武官がチョー・ズワ・ミン駐英大使を大使館から閉め出した。
4月9日、ミャンマー国軍が総選挙を2年以内に実施する方針を示した。2月に発令した「非常事態宣言」は期限が1年であるほか、現行憲法で宣言の最長2年までの延長が認められているため、国軍が「非常事態宣言」を延長する可能性も指摘されている。
同日、ヤンゴン近郊の町・バゴーで国軍とバリケードに立てこもったデモ隊が衝突し、80人の死者が出る事態となったが、後にデモ隊のリーダーが、地元独立紙・ミャンマー・ナウのインタビューに答えて、この事件が起きる前の3月14日、 デモ隊のメンバーがエアガンや火炎瓶、手製の武器で警察官2名を殺害し、その後、4月上旬、国軍の部隊が町にやってきたのだが、それでも突然銃撃したわけではなく、夜間に何度も武器を捨てるように警告しており、デモ隊は即席の爆弾、花火、火炎瓶、非殺傷性のガス銃で武装していたことを告白している。
4月18日、ミャンマーで取材を行っていた日本人ジャーナリストの北角裕樹が「うその情報を流した疑い」などでミャンマーの治安当局に拘束された。

### 5月
日本や米国、英国、オーストラリア、台湾など17カ国40都市で在外ミャンマー人が抗議デモを実施。ミャンマーで活動する人権団体によると、5月1日までの市民の犠牲者は累計759人に達した。

### 7月
30日、ヤンゴンでの抗議デモを撮影していたドキュメンタリー映像作家の久保田徹が、治安当局によって拘束された。

## ソーシャルパニッシュメント
抗議活動の一環として、国軍関係者の写真をSNSに晒して誹謗中傷するというソーシャルパニッシュメントが行われた。これは徐々に過激化し、国軍関係者のみならず、CDMに参加しない医療関係者や武装闘争に批判的な人々たちもその標的となった。日本でも、ある大学に通う国軍将校の娘の大学に押しかけ、誹謗中傷するビラを撒いたり、町内掲示板に勝手に誹謗中傷のポスターを貼ったり、その写真をSNSにアップするということが行われた。

## 革命歌
2021年クーデターデモの際には、さまざまな革命歌が抗議者によって歌われた。
- カバーマチェーブー（ビルマ語版） （ミャンマー語：ကမ္ဘာမကြေဘူး、Kabar Ma Kyay Bu、日本語：世界は滅びない）

8888民主化運動の際に、ナインミャンマーが作詞・作曲した曲。原曲はアメリカのロックバンド・カンサスの「ダスト・イン・ザ・ウインドウ」で、いわゆるコピー・タチンである。緊急を擁したので作曲する時間がなく、借用したとのこと。歌詞にはアウンサン将軍や、著名な作家で平和活動家でもあったタキン・コドーフマインの名前が見える。なおナインミャンマーは2025年2月7日に死去した。
- アイェーチービー（ビルマ語版）（ミャンマー語：အရေးကြီးပြီ 、A Yay Kyi Pyi、日本語：大事な時）

別タイトル「သွေးသစ္စာ（血の誓い）」。1989年、当時、全ビルマ学生民主戦線（ABSDF）のメンバーだったトゥーエインティンが作詞・作曲し、ムンアウンがレコーディングした曲。行進曲風で、歌詞には「死んでも孔雀のように先へ行く」というフレーズがあるが、孔雀は国民民主連盟（NLD）のシンボルマークである。
- アローマシー（ビルマ語版）（ミャンマー語：အလိုမရှိ、A Lo Ma Shi、日本語：必要ない）

2021年クーデター後に、ランマドー郡区出身の若者が作詞・作曲した曲。「鍋を一緒に叩きながら…」というフレーズが繰り返されるが、これはクーデター直後に各人が鍋やフライパンを叩いて、クーデターに対する抗議を行ったことを指す。
- クンアーピミンゲー（ミャンマー語：ခွန်အားဖြည့်မိငယ်、Khon Ar Phyait Mi Nge、日本語：妹を励ませ）

シンガーソングライターのコー・ネウィンの曲。政治犯が獄中で互いに励まし合う歌。
- アーナーシンサニッアゾータヤメー（ミャンマー語：အာဏာရှင်စနစ် အဆုံးသတ်ရမည်、Arnarshin Sanit Asone That Ya Myee、日本語：独裁政権は終わらなければならない）

作者不詳。2021年クーデター後に制作された曲。
- ヌェウートーランイェー（ミャンマー語：နွေဦးတော်လှန်ရေး、Nway Oo Taw Lone Yay、日本語：春の革命）

Motions Rock Bandというミャンマーのロックバンドの曲。
- 強くあれ、少女よ（ミャンマー語タイトル不明。英語：Be Strong, Young Girl）

少女とはアウンサンスーチーのことである。「輪廻の道は平坦ではない」という仏教思想を表す歌詞がある。
- ター、マヤドーブー（ミャンマー語：သား...မရတော့ဘူး、Thar Ma Ya Tot Bu、日本語：ママ、もう耐えられない）

人気歌手のデヴィッド・ライ（David Lai）が、2021年2月20日、マンダレーで抗議活動中に国軍に銃撃され、母親の腕に抱かれて亡くなった16歳の少年の話にインスパイアされて作った曲。
- ドアイェー（ミャンマー語：ဒို့အရေး、Doh Ayay、日本語：私たちの問題）

ラップグループのLITT ENT.が、韓国語、日本語、英語字幕付きの動画をSNS上に発表。「ドアイェー」は8888民主化運動の際にも叫ばれた、デモ抗議の際の定番スローガン。
- トウェーマイェージー（ミャンマー語：သွေးမအေးကြေး、Thway Ma Aye Kyay、日本語：血を冷やすな）

軍政を犬呼ばわりしているが、これはミャンマーでは侮蔑語である。
- レボリューション

ラッパーのフローク・ローズ（Floke Rose）の曲。
- 夜は沈黙しない（The Night Will Not Be Silenced）

レベル・ライオット（The Rebel Riot）、カルチャーショック（Kultureshock）アウトキャスト（The Outcast）、スリングショット（The Slingshot）というヤンゴンを拠点とする4つのパングバンドが制作。
- 母さん、健康でありますように（ミャンマー語タイトル不明。英語：Mother, May You Be Healthy）

作詞作曲はミンシトゥ（Min Si Thu）、彼女とミンプー（Mi Phoo）が歌っている。「母さん」とはアウンサンスーチーのことである。
- ディス・マスト・ビー・ザ・ラスト（This Must be the Last）　 ロック歌手のリンリン（Lin Lin）とR・ザーニ（R Zar Ni）が制作。発表当時、2人は潜伏中だった[57]。

## 国際社会の反応
3月27日、ミャンマー国軍によるデモ参加者の弾圧について、オーストラリア、カナダ、デンマーク、ドイツ、ギリシャ、イタリア、日本、オランダ、ニュージーランド、韓国、英国、米国の12か国の軍隊制服組トップは「丸腰の市民に殺傷力の高い武器を使用したことを非難する」と共同声明を発表した。
- 国際連合 - グテーレス事務総長は、ミャンマーのクーデターが「確実に失敗に終わるよう」全力を尽くすと述べている[27]。
- イギリス - ラーブ外相は2月11日、「国際社会はミャンマーのクーデターを容認せず、これに対応を取る責任がある」とTwitterで訴えた他、ミャンマー軍関連の事業等に制裁を科すことを検討しているとした[60]。
- 日本 - 加藤勝信官房長官は2月1日、「民主化プロセスが損なわれる事態に重大な懸念を有している」と表明[61]。
- アメリカ合衆国 - ブリンケン国務長官は1月31日、「米国は、民主主義や自由、平和、発展を求めるミャンマー国民とともにある。ミャンマー軍は即時に行動を撤回すべきだ。」との声明を発表[62]。